# 中村孝次郎

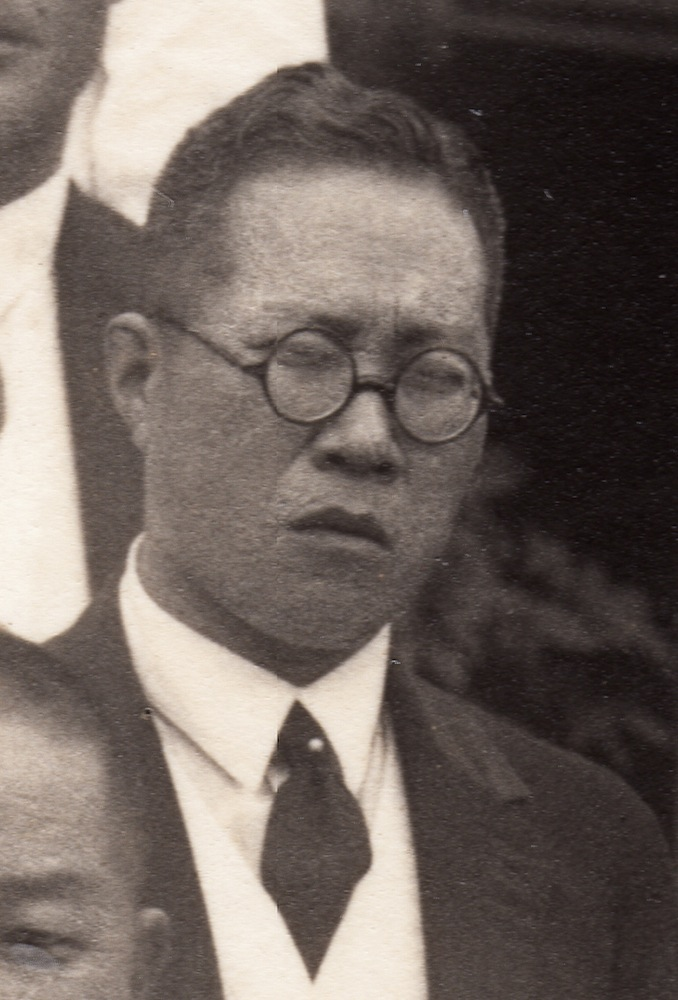
中村孝次郎

中村 孝次郎（なかむら こうじろう、1891年〈明治24年〉5月28日 - 1968年〈昭和43年〉11月17日）は、日本の大蔵官僚。

## 経歴
長野県上水内郡の松本家に生まれ、中村みねの養子となった。1917年（大正6年）、東京帝国大学法学部英法科を卒業し、同年に高等文官試験に合格。大蔵属、副司税官、品川税務署長、税関事務官、大阪税関監視部長・総務課長、横浜税関総務課長、門司税関監視部長・総務課長を務めた。1933年（昭和8年）、関東庁事務官となり、財務局経理課長、財務課長を歴任。さらに札幌税務監督局長、神戸税関長、大蔵省為替局長、同資金局長を務めた。
退官後、北支那開発株式会社理事・経理部長、同副総裁を歴任した。

## 親族
- 松本忠雄 - 兄[4]。衆議院議員。外務政務次官。

## 栄典
- 1940年（昭和15年）8月15日 - 紀元二千六百年祝典記念章[5]